# Inflação no Brasil

Índices de inflação no Brasil entre 1950 e 1997

A inflação no Brasil tem sido um grande problema da economia brasileira, principalmente ao longo do século XX. O primeiro grande ciclo inflacionário registrado pelo país ocorre na década de 1940, cuja primeira metade foi marcada pela Segunda Guerra Mundial (1939-1945), quando os preços cresceram em 215,6% no período entre os anos de 1940 e 1949 (12,2% ao ano, em média). Após 1945, no entanto, o governo manteve congelados os preços das moedas estrangeiras, o que manteve a inflação em índices moderados.
Nos anos 1950, a inflação alcança acumulado próximo de 460%, mais que dobrando os índices da década anterior, com taxas anuais oscilando entre 12% e 40%, em um período caracterizado por transformações estruturais na economia brasileira. Na década de 1960, a taxa de inflação passou de 30% em 1960 para mais de 90% em 1964. Após políticas de controles de preços, cortes do orçamento do governo e redução dos salários permitiram um recuo para 35/40% em 1965-66, cerca de 25% em 1967-68 e por volta de 19% anuais no fim da década.
Nos anos 1970, enquanto ocorria o milagre brasileiro, a inflação chegaria até os níveis de 80% ao ano. Na década de 1980, o Brasil já havia passado por um dos mais longos períodos de instabilidade monetária do período pós-guerra, mas a inflação voltou a disparar, chegando ao patamar de 100% em 1981 e 1982 e 200% em 1983-85 e, no final de 1989, uma variação global de preços de 1.800%, com uma inflação mensal de cerca de 50% em dezembro de 1989. No início dos anos 1990, o Brasil registrou três meses de um ciclo de hiperinflação e os níveis inflacionários continuaram elevados (taxas de até 3.000% ao ano) até a metade da década, quando o Plano Real conseguiu estabilizar a economia brasileira.

## Índices

### Fundação Getúlio Vargas

#### IGP
Índice Geral de Preços, calculado pela Fundação Getulio Vargas (FGV). É uma média ponderada do índice de preços no atacado (IPA), com peso 6; de preços ao consumidor (IPC) no Rio de Janeiro, São Paulo, Belo Horizonte, Salvador, Recife, Porto Alegre e Brasília, com peso 3; e do custo da construção civil (INCC), com peso 1. Usado em contratos de prazo mais longo, como aluguel.

#### IPA
Índice de Preços por Atacado, batizado de Índice de Preços ao Produtor Amplo em abril de 2010, é calculado pela FGV com base na variação dos preços no mercado atacadista. Este índice é calculado para três intervalos diferentes e compõe os demais índices calculados pela FGV (IGP-M, IGP-DI e IGP-10) com um peso de 60%.

#### IGP-DI

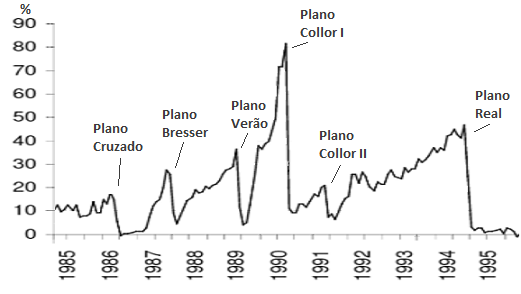
Exemplo de gráfico que usa o IGP-DI. A curva mostra a inflação mensal e as quedas provocadas pelos principais planos de estabilização econômica adotados durante o período de hiperinflação no país.

Índice Geral de Preços - Disponibilidade Interna, da FGV, índice que tenta refletir as variações mensais de preços, pesquisados do dia 01 ao último dia do mês corrente. Ele é formado pelo IPA (Índice de Preços por Atacado), IPC (Índice de Preços ao Consumidor) e INCC (Índice Nacional do Custo da Construção), com pesos de 60%, 30% e 10%, respectivamente. O índice apura as variações de preços de matérias-primas agrícolas e industriais no atacado e de bens e serviços finais no consumo.

#### IGP-M
Índice Geral de Preços do Mercado, também produzido pela Fundação Getúlio Vargas, com metodologia igual à utilizada no cálculo do IGP-DI. A principal diferença é que, enquanto este abrange o mês fechado, o IGP-M é pesquisado entre os dias 21 de um mês e 20 do mês seguinte. Foi criado por solicitação de entidades do setor financeiro que, diante das mudanças frequentes promovidas pelo governo nos índices oficiais de inflação na década de 80, desejavam um índice com mais credibilidade e independência. O contrato de prestação de serviços entre essas entidades e a FGV foi celebrado em maio de 1989.

#### IGP-10
Índice Geral de Preços 10, também da Fundação Getúlio Vargas, é elaborado com a mesma metodologia do IGP e do IGP-M, mudando apenas o período de coleta de preços: entre o dia 11 de um mês e o dia 10 do mês seguinte.

#### IPC-RJ
Índice preços ao Consumidor - Rio de Janeiro, índice que considera a variação dos preços na cidade do Rio de Janeiro, calculado mensalmente pela Fundação Getúlio Vargas e que toma por base os gastos de famílias com renda de um a 33 salários-mínimos.

#### INCC
Índice Nacional de Custos da Construção, um dos componentes das três versões do IGP, o de menor peso. Reflete o ritmo dos preços de materiais de construção e da mão de obra no setor, que enviam informações à FGV. Utilizado em financiamento direto de construtoras/incorporadoras.

### USP

#### IPC-Fipe
Índice de Preços ao Consumidor da Fundação Instituto de Pesquisas Econômicas, índice da Universidade de São Paulo (USP), pesquisado no município de São Paulo, que tenta refletir o custo de vida de famílias com renda de 1 a 10 salários mínimos, divulga também taxas quadrissemanais.

### UFRGS

#### IPC-IEPE
O Índice de Preços ao Consumidor do Centro de Estudos e Pesquisas Econômicas da Universidade Federal do Rio Grande do Sul é pesquisado no município de Porto Alegre, com 281 itens com grande frequência de compra.

### Departamento Intersindical de Estatística e Estudos Socioeconômicos

#### ICV-DIEESE
Índice do Custo de Vida, publicado pelo Departamento Intersindical de Estatística e Estudos Socioeconômicos (DIEESE), também medido na cidade de São Paulo e que reflete o custo de vida de famílias com renda média de 2 800 reais (há, ainda, índices para a baixa renda e a intermediária).

### IBGE

#### INPC
Índice Nacional de Preços ao Consumidor, média do custo de vida nas 11 principais regiões metropolitanas do país para famílias com renda de 1 até 5 salários-mínimos, medido pelo Instituto Brasileiro de Geografia e Estatística (IBGE). Compõe-se do cruzamento de dois parâmetros: a pesquisa de preços de nove regiões de produção econômica, cruzada com a pesquisa de orçamento familiar (POF), que abrange famílias com renda de um a seis salários-mínimos.

#### IPCA
Índice Nacional de Preços ao Consumidor Amplo, também do Instituto Brasileiro de Geografia e Estatística, calculado mensalmente desde 1980, semelhante ao INPC, é um dos indicadores econômicos mais importantes no Brasil. Ele mede a variação média dos preços dos bens e serviços consumidos pelas famílias brasileiras em 13 regiões metropolitanas do país e é utilizado pelo governo brasileiro como referência para as metas de inflação ("inflation targeting") no Brasil.
Ver ou editar os dados puros do gráfico.

### Sinduscon

#### CUB
Custo Unitário Básico, índice que reflete a variação dos preços de serviços e insumos da construção civil, que é calculado por sindicatos estaduais da indústria da construção, chamados de Sinduscon, e usado em financiamentos de imóveis em construção.